# NGC 2308
NGC 2308 је спирална галаксија у сазвежђу Рис која се налази на NGC листи објеката дубоког неба.
Деклинација објекта је + 45° 12' 40" а ректасцензија 6h 58m 37,5s. Привидна величина (магнитуда) објекта NGC 2308 износи 13,4 а фотографска магнитуда 14,2. NGC 2308 је још познат и под ознакама UGC 3618, MCG 8-13-37, CGCG 234-37, NPM1G +45.0086, PGC 19949.